# Ledina (album)
Ledina je osmi studijski album đakovačkog tamburaškog sastava Slavonske Lole, kojeg diskografska kuća Croatia Records objavljuje 2006. godine.

## O albumu
Na albumu se nalazi 12 skladbi koje su snimane u tonskom studiju Željka Nikolina u Osijeku. Tri pjesme koje su se našle na popisu albuma nagrađivane su na festivalu "Zlatne žice Slavonije", a to su "Prekasno" (drugo mjesto 2004.), "Prijatelju nije lako" (prvo mjesto 2005.) i "Ti si moje najmilije" (prvo mjesto 2006.). Na snimanju su također sudjelovali i gosti Miroslav Škoro, Jerry Grcevich i El Combo.
Nekoliko pjesama s album poput naslovne "Ledina", "Kad procvatu jabuke" i "Ti si moje najmilije", vrlo brzo nakon njegovog objavljivanja postaju veliki hitovi, dok se kompletan album vrlo često vrti po radio postajama.

## Popis pjesama
| Br. | Skladba                 | Autor                                                  | Trajanje |
| --- | ----------------------- | ------------------------------------------------------ | -------- |
| 1.  | »Duša bećarska«         | Franjo Ivić/Miroslav Škoro/Marina Soldat/Mario Zbiljsk |          |
| 2.  | »Ledina«                | Aleksandar Homoky/Miroslav Škoro                       |          |
| 3.  | »Moja Marija«           | Franjo Ivić/Vlado Tančik/Mario Zbiljski                |          |
| 4.  | »Srce mi puno radosti«  | Rajko Suhodolčan/Miroslav Škoro/Mario Zbiljski         |          |
| 5.  | »Kad procvatu jabuke«   | Ivica Pepelko/Mario Zbiljski                           |          |
| 6.  | »Prijatelju nije lako«  | Darko Ergotić/Josip Mikić/Mario Zbiljski               |          |
| 7.  | »T'eraj žestoko«        | Jerry Grcevich/Miroslav Škoro                          |          |
| 8.  | »Vino daj«              | Franjo Ivić/Miroslav Škoro/Mario Zbiljski              |          |
| 9.  | »Svirajte mi, pjevajte« | Krešimir Bogutovac Stipa/Mario Zbiljski                |          |
| 10. | »Ti si moje najmilije«  | Željko Barba/Miroslav Škoro/Mario Zbiljski             |          |
| 11. | »Prekasno«              | Franjo Ivić/Vlado Tančik/Mario Zbiljski                |          |
| 12. | »Sve je ona meni«       | Franjo Ivić/Vlado Tančik/Tihomir Klauček>              |          |

## Izvođači
- Darko Ergotić - vokal, prim
- Mario Zbiljski - basprim
- Goran Živković - harmonika
- Marko Živković - kontra
- Saša Ivić Krofna - bas

## Vanjske poveznice
- Službene stranice sastava  Arhivirana inačica izvorne stranice od 18. veljače 2010. (Wayback Machine) - Diskografija
- Diskografija.com - Ledina